# Анастасія Ярополківна
Анастасі́я (?) Яропо́лківна (1074 — 3 січня 1158) — донька волинського князя Ярополка Ізяславича й Кунігунди фон Орламюнде, дружина мінського князя Гліба Всеславича (до його смерті в 1118).  

## Біографія

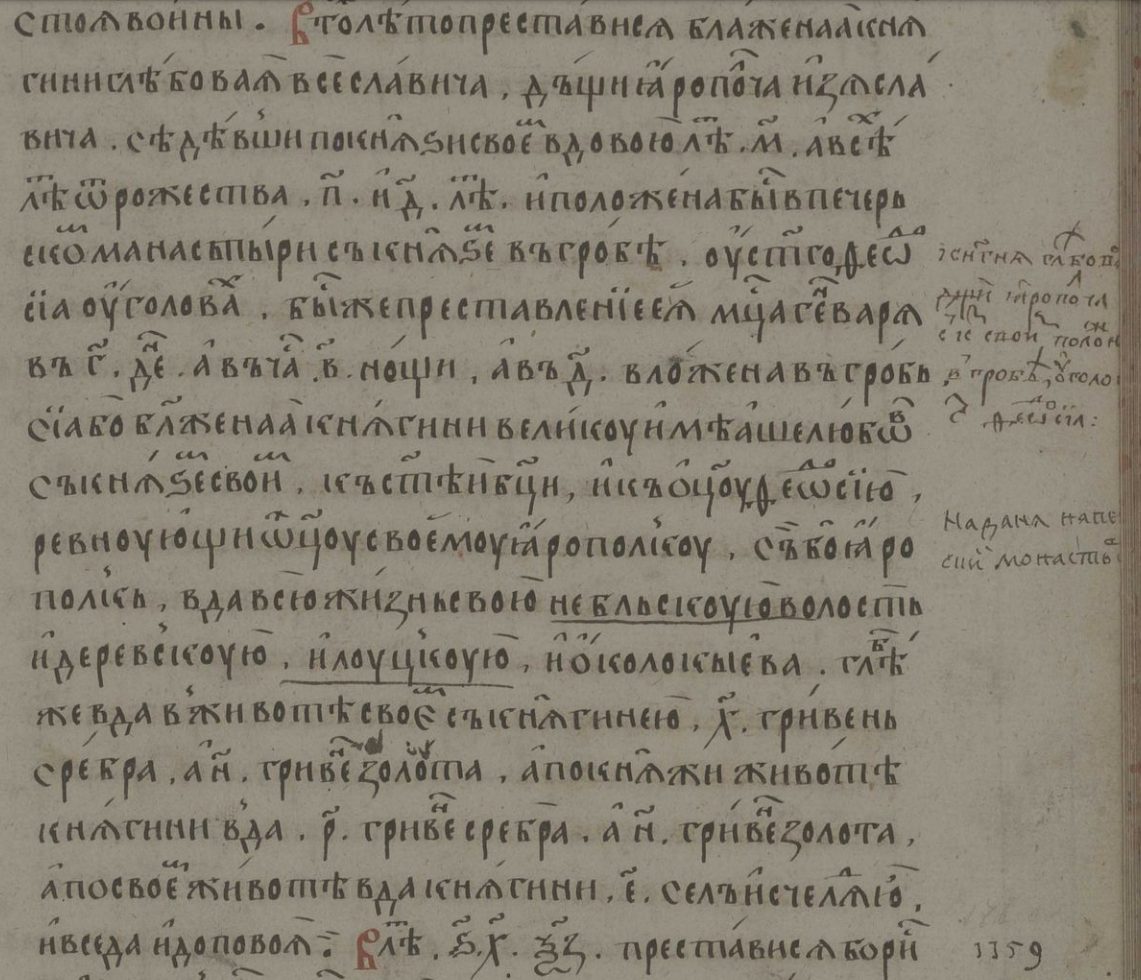
Енкомій княгині Ярополківні Мінській у Київському літописі.

В джерелах Анастасія згадана лише раз — з приводу своєї смерті. Під 1158 роком літописець зазначив, що «місяця січня в третій день, а в годину другу ночі» на 84 літі життя померла Ярополківна, вдова князя Гліба, якого пережила на 40 років; похована 4-го числа в Успенському соборі Києво-Печерської лаври із чоловіком у гробі побіч раки Феодосія Печерського. Автор Київського літопису вказує, що ще за живоття Гліба подружжя офірувало 600 гривень срібла і 50 гривень золота, а по княжій смерті жінка дала 100 гривень срібла і 50 гривень золота, а так само заповіла 5 сіл з челяддю і взагалі все майно, «навіть до повоя», вищеназваному монастирю. За ревну віру вона сподобилась характеристики «блаженна».

### Шлюб і діти
Докладно невідомо, коли Анастасія Ярополківна й Гліб Всеславич уклали шлюб, однак дату можна вирахувати. Так, після вбивства Ярополка в 1086 р. Кунігунда перебралась в Німеччину, забравши з собою молодшу доньку, де та вийшла заміж. Анастасія зосталась на батьківщині. Вона, либонь, уже знаходилась під опікою чоловіка або принаймні була посватаною. В ту добу заміж виходили із 12 літ, що робить 1086 рік найранішою можливою датою одруження, тобто ще на батьковім віку, хоча молодята могли побратись і на початку 1090-их, але не пізніше квітня 1093.
За шлюбом, певно, крилося прагнення полоцького князя Всеслава заручитись підтримкою представників сім'ї київського князя Ізяслава Ярославича в боротьбі проти Всеволода Ярославича. Принагідно зауважити, що це перший в Київській Русі матримоніальний союз межи Рюриковичами: Гліб та Анастасія, як праправнуки Володимира Святославовича по чоловічій лінії, доводились родичами у восьмому коліні; шлюби ж між свояками до сьомого коліна церковні норми забороняли, тому дружинами руських князів зазвичай ставали іноземки.
Сини:
- Ростислав (пом. бл. 1165), князь мінський 1146—1151, 1159—1165(?), князь полоцький 1151—1159;
- Володар (пом. після 1167), князь городецький 1146—1167(?), князь мінський 1151—1159, 1165(?) — 1167, князь полоцький 1167;
- Всеволод (пом. 1159/1162), князь ізяславський 1151—1159, князь стрижевський 1159 — до 1162;
- Ізяслав (пом. 1134).

Російський історик Олександр Назаренко висловив непевність щодо того, чи був Ростислав сином Гліба від Анастасії, припустивши, що той міг народитися у невідомому першому шлюбі. Причиною для сумнівів послугувало те, що в такому випадку Ростислав одружився з троюрідною сестрою — випадок, заборонений релігійними канонами, але котрий траплявся. Разом з тим, походження дружини Ростислава достеменно не встановлене, тому Анастасія Ярополківна цілком могла бути матір'ю Ростислава.

### Пам'ять
|  | Це гріб, що із простої лічби випадає Шануй його, хай гостя взаємно навчає, Князь київський Гліб в ньому поклав свої кості, Із жінкою — по світа оцього марноті. У головах поклались із русів святого, Не подивуй, зумисне лягли біля нього, Святого Теодося у світі любили, Лягли з ним у помір, щоб потім з ним жили. На добре вийшло; більше живі полюбляють Святих Господніх, більше й собі вони мають. |

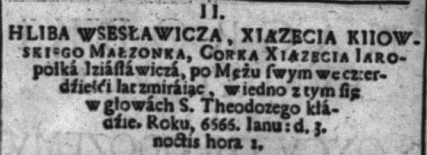
Епітафія з «Тератургіми» (переклад Валерія Шевчука):
Це гріб, що із простої лічби випадає
Шануй його, хай гостя взаємно навчає,
Князь київський Гліб в ньому поклав свої кості,
Із жінкою — по світа оцього марноті.
У головах поклались із русів святого,
Не подивуй, зумисне лягли біля нього,
Святого Теодося у світі любили,
Лягли з ним у помір, щоб потім з ним жили.
На добре вийшло; більше живі полюбляють
Святих Господніх, більше й собі вони мають.

У Києво-Печерській лаврі ще довго жила пам'ять про Гліба й Анастасію. Соборний чернець печерського монастиря Атанасій Кальнофойський у праці «Тератургіма» 1638 року присвятив їм віршовану епітафію. Основною цнотою, гідною вшанування, автор називає благочестя й набожність небіжчиків, «ореол святого Феодосія не протиставляється його відсутності у звиклих смертних, але осіняє їх своєю благодаттю».
Схоже на те, що невідомий автор Синопсиса Київського зумів розшукати ім'я княжни, адже в раніших джерелах, зокрема епітафії, воно не згадується. Прикметно, що в ній Гліб названий «київським князем», будучи вписаним, як й інші Рюриковичі, у фундамент історичної пам'яті тогочасної української ідентичності.